# Zeldzaamheidsgraad (numismatiek)
De zeldzaamheidsgraad is in de numismatiek ingedeeld in een reeks internationale aanvaarde benamingen die bepalen hoe zeldzaam of courant muntstukken en bankbiljetten werkelijk zijn in de omloop. Om waarde van munten & bankbriefjes te schatten is een bepaalde expertise nodig. De drie basisconcepten zijn kennis over muntmetalen, zeldzaamheidsgraad en de staat van bewaring kunnen bepalen.

## Benamingen
De zeldzaamheidsgraad worden bij munten en bankbriefjes aangegeven met de volgende benamingen:
- Schaars (S)
- Zeldzaam (R.)
- Hoogst zeldzaam (R.R.)
- Uiterst zeldzaam (R.R.R.)
- Uniek (R.R.R.R.)

## Andere talen
De term zeldzaamheid heeft de volgende vertalingen in andere talen:
- Engels: rarity
- Frans: rareté
- Duits: Seltenheit